# بیرتامود
انارمانی (به لاتین: Anarmani) یک منطقهٔ مسکونی در نپال است که در Mechi Zone واقع شده‌است.

## خصوصیات
انارمانی ۱۵٬۲۵۹ نفر جمعیت دارد.